# Río Tara (Montenegro)
El Tara (cirílico: Ријека Тара o Riyeka Tara) es un afluente de Montenegro que con el río Piva forman el afluente Drina, por lo que es un subafluente del Danubio, por el Save. El Tara recorre Montenegro y Bosnia y Herzegovina. Emerge de la confluencia de los ríos Opasnica y Veruša en los montes Prokletije, parte de los Alpes Dináricos de Montenegro. La longitud total es de 144 km, de los que 110 km están en Montenegro, mientras que los últimos 34 km están en Bosnia y Herzegovina; también forma la frontera entre los dos países en varios lugares. El Tara corre de sur a norte -noroeste y converge con el Piva en la frontera de Bosnia y Herzegovina y Montenegro entre los pueblos de Šćepan Polje (Montenegro) y Hum (Bosnia y Herzegovina) para formar el río Drina.
El río Tara corta la garganta del río Tara, el más largo cañón 
en Montenegro y Europa y el segundo más largo del mundo, después del Gran Cañón, con 78 kilómetros de longitud y 1.300 metros en su punto más profundo. El cañón está protegido como un lugar perteneciente al Patrimonio de la Humanidad, y es parte del Parque Nacional Durmitor.
El gobierno bosnio y el montenegrino tenían planes para inundar la garganta del Tara, con la construcción de un embalse hidroeléctrico en el río Drina. Sin embargo, abandonaron este plan en abril del año 2005 después de varias protestas en favor de la conservación del cañón. Pero, en septiembre de 2006, un protocolo para la cooperación entre la compañía eslovena Petrol y la compañía montenegrina "Montenegro-bonus" fue firmado, y la construcción de una central hidroeléctrica con una potencia inicial de 40 o 60 megavatios está planeada, a pesar de todos los esfuerzos por salvar la garganta.
El río Tara no debe confundirse con la montaña Tara y el Parque Nacional Tara, que están situados en Serbia occidental.
El rafting es una actividad muy popular en el río Tara. También es una de las cosas más populares para hacer en Montenegro. La ruta de rafting de un día, desde Brstnovica a Šćepan Polje es de 18 km de largo y lleva entre 2 y 3 horas, pero la parte más popular que está incluida pocos kilómetros del río Drina en conjunto 25 km al centro de rafting Drina-Tara. Entre las atracciones de la región está el Puente de Đurđevića, en el cruce de carreteras entre Mojkovac, Žabljak y Pljevlja.

## Enlaces externos

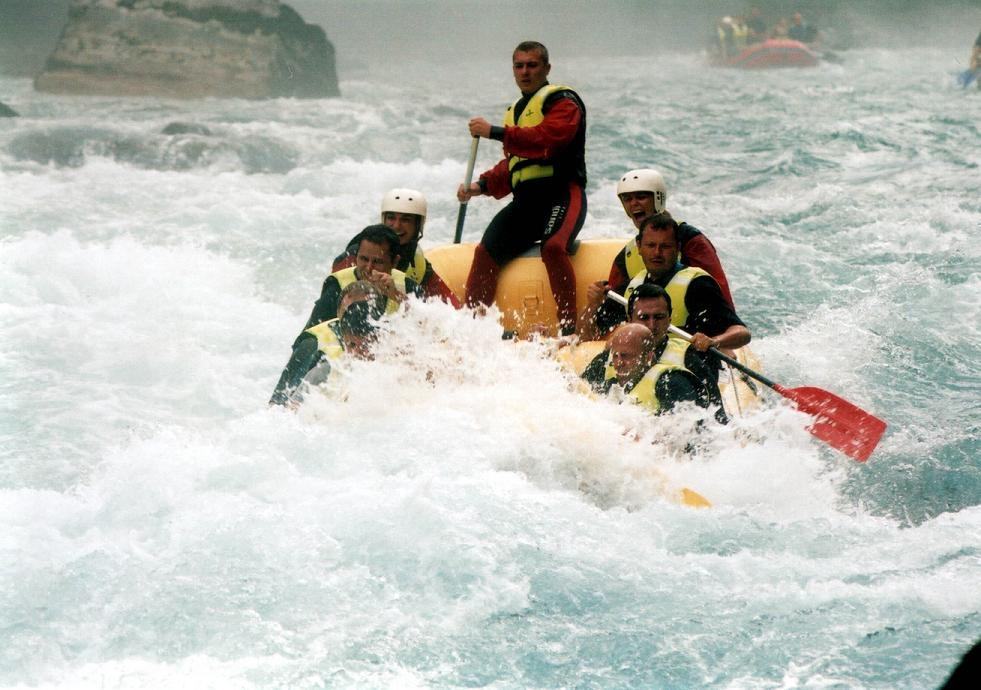
Haciendo rafting en el río Tara.